# Acanthopsyche senex
Acanthopsyche senex is een vlinder uit de familie van de zakjesdragers (Psychidae). De wetenschappelijke naam van deze soort is voor het eerst voorgesteld door Otto Staudinger in een publicatie uit 1871.
De soort komt voor in Albanië, Bulgarije, Rusland, Turkije en Armenië.